# Distrito Federal do Noroeste
O Distrito Federal do Noroeste (Се́веро-За́падный федера́льный о́круг, em russo) é um distrito da Federação Russa.
O distrito se divide em: República da Carélia, República de Komi, Oblast de Arkhangelsk, Oblast de Vologda, Oblast de Kaliningrado, Oblast de Leningrado, Oblast de Murmansk, Oblast de Novgorod, Oblast de Pskov, São Petersburgo e Distrito Autônomo de Nenetsia.